# جون فلين
جون فلين (بالإنجليزية: John Flynn)‏ (20 مارس 1948 في المملكة المتحدة - ) هو لاعب كرة قدم بريطاني في مركز الدفاع. لعب مع شيفيلد يونايتد ونادي روذرهام يونايتد وسبالدينغ يونايتد ‏ ونادي ووركينغتون.

## وصلات خارجية
- جون فلين على موقع قاعدة بيانات كرة القدم.إي يو (الإنجليزية)